# Gigaquit
Gigaquit (Bayan ng Gigaquit) är en kommun i Filippinerna. Kommunen ligger på ön Mindanao, och tillhör provinsen Surigao del Norte. Folkmängden uppgår till 16 155 invånare.
Gigaquit är indelat i 13 barangayer.